# Campionati mondiali di sollevamento pesi 1950
I Campionati mondiali di sollevamento pesi 1950, 28ª edizione della manifestazione, si svolsero a Parigi dal 13 al 15 ottobre 1950, e furono considerati validi anche come 32° campionati europei di sollevamento pesi.

## Titoli in palio
| Categoria            | Eventi            | Atleti |
| -------------------- | ----------------- | ------ |
| Pesi gallo           | Fino a 56 kg      | 8      |
| Pesi piuma           | Fino a 60 kg      | 7      |
| Pesi leggeri         | Fino a 67.5 kg    | 10     |
| Pesi medi            | Fino a 75 kg      | 11     |
| Pesi massimi leggeri | Fino a 82.5 kg    | 11     |
| Pesi massimi         | Oltre gli 82.5 kg | 9      |

## Nazioni partecipanti
Ai campionati parteciparono 56 atleti rappresentanti di 17 nazioni. Cinque di queste entrarono nel medagliere. Tra parentesi i partecipanti per nazione.
- Argentina (1)
- Austria (3)
- Belgio (1)
- Birmania (1)
- Danimarca (2)
- Egitto (6)
- Finlandia (2)
- Francia (5)
- Iran (4)
- Italia (2)
- Libano (1)
- Paesi Bassi (3)
- Regno Unito (4)
- Stati Uniti (6)
- Svezia (6)
- Svizzera (3)
- Unione Sovietica (6)

## Risultati
In questa edizione si stabilì un record del mondo, nei pesi massimi.
| Evento        | Oro              | Oro   | Argento | Argento | Bronzo | Bronzo |
| ------------- | ---------------- | ----- | --- | ------- | --- | ------ |
| 56 kg         | Mahmoud Namdjou  | 310,0 | [[File: Flag of the Soviet Union (1936 – 1955).svg\|class=noviewer\| Unione Sovietica (bandiera)\|border\|20x16px]] Rafaėl' Čimiškjan | 305,0   | Kamal Mahgoub | 297,5  |
| 60 kg         | Mahmoud Fayad    | 327,5 | [[File: Flag of the Soviet Union (1936 – 1955).svg\|class=noviewer\| Unione Sovietica (bandiera)\|border\|20x16px]] Evgenij Lopatin   | 317,5   | Julian Creus | 305,0  |
| 67.5 kg       | Joe Pitman       | 352,5 | Attia Hamouda | 350,0   | [[File: Flag of the Soviet Union (1936 – 1955).svg\|class=noviewer\| Unione Sovietica (bandiera)\|border\|20x16px]] Vladimir Svetilko | 347,5  |
| 75 kg         | Khadr El-Touni   | 400,0 | Peter George | 390,0   | [[File: Flag of the Soviet Union (1936 – 1955).svg\|class=noviewer\| Unione Sovietica (bandiera)\|border\|20x16px]] Vladimir Puškarëv | 385,0  |
| 82.5 kg       | Stanley Stanczyk | 420,0 | [[File: Flag of the Soviet Union (1936 – 1955).svg\|class=noviewer\| Unione Sovietica (bandiera)\|border\|20x16px]] Arkadij Vorob'ëv  | 420,0   | Awad Khalil Arabi | 382,5  |
| Oltre 82.5 kg | John Davis       | 462,5 | [[File: Flag of the Soviet Union (1936 – 1955).svg\|class=noviewer\| Unione Sovietica (bandiera)\|border\|20x16px]] Jakov Kucenko     | 422,5   | Mel Barnett | 400,0  |

## Medagliere
| Posiz. | Nazione          | Oro | Argento | Bronzo | Totale |
| ------ | ---------------- | --- | ------- | ------ | ------ |
| 1      | Stati Uniti      | 3   | 1       | 0      | 4      |
| 2      | Egitto           | 2   | 1       | 2      | 5      |
| 3      | Iran             | 1   | 0       | 0      | 1      |
| 4      | Unione Sovietica | 0   | 4       | 2      | 6      |
| 5      | Regno Unito      | 0   | 0       | 2      | 2      |
| Totale | Totale           | 6   | 6       | 6      | 18     |

## Classifica a squadre
Il sistema di punteggio è basato sui punti distribuiti per l'esercizio totale in base allo schema adottato nel 1948:
| Pos. | Squadra          | Punti |
| ---- | ---------------- | ----- |
| 1    | Stati Uniti      | 18    |
| 2    | Egitto           | 15    |
| 3    | Unione Sovietica | 14    |
| 4    | Iran             | 5     |
| 5    | Regno Unito      | 2     |